# 刘克清
刘克清（1957年4月23日—），中华人民共和国男中音歌唱家、声乐教育者、歌剧导演，其长期旅居欧洲，在奥地利与德国等地作为职业歌剧演员活动。
自2019年起，刘克清因其外貌被认为酷似中国最高领导人习近平，在中国社交媒体平台上频繁遭遇封禁，导致他的工作和收入深受影响。

## 生平
刘克清出生于1957年4月，16岁时参军，加入南海舰队文工团。1978年，他考入中央音乐学院新设立的歌剧系，师从李维勃教授，成为改开后第一批学习歌剧的学生。1983年，刚毕业的刘克清进入中央歌剧院工作。1984年5月22日，中文版《费加罗的婚礼》于北京公开首演，刘克清担任该歌剧的主演。1985年，刘克清获奖学金，赴美国伊士曼音乐学院进修，1987年，其获苏黎世歌剧院国际歌剧中心奖学金。1989年，他在第11届玛丽亚·卡拉斯国际声乐大奖赛中获得男声部第三名（第一名空缺）。此外，他在1988年连获杜邦比赛三等奖、苏黎世歌剧比赛大奖、费城歌剧比赛优胜奖、宾州第十五届意大利歌剧比赛观众欢迎奖、纽约某歌剧比赛的第一名， 在国际舞台崭露头角。
1990年代起，刘克清成为奥地利蒂罗尔州歌剧院和德国萨尔州国家剧院的签约独唱演员，演出足迹遍及欧洲。他先后主演《卡门》《图兰朵》《弄臣》《那布科》《法斯塔夫》《罗恩格林》等五十余部歌剧，并曾在纽约卡内基音乐厅、日内瓦、华盛顿特区、雅典等地登台演出。他也同慕尼黑交响乐团、上海交响乐团、国立台湾交响乐团等合作演出音乐会。
刘克清创办“北京莱茵歌剧团”，担任导演、策划与主演。2000年，由刘克清参与执导的“超大型景观歌剧”《阿依达》在上海演出两场；2003年，该歌剧在北京工人体育场上演第十场。两场《阿依达》演出获得了巨大成功，并打破了三项世界纪录。刘克清还曾制作过一部歌剧，习近平之妻、著名歌唱家彭丽媛曾出演其中一名角色。

## 艺术风格与评价
刘克清以戏剧性男中音音色著称，声音厚实有力，尤其擅长塑造英雄或悲剧角色。瑞士《苏黎世日报》评价其“声音富有层次和表现力”，纽约《罗切斯特晚报》则形容其为“雷鸣般的雄壮之声”。
中央音乐学院原院长王次炤曾在1983年的《人民音乐》指出：“歌剧音乐的戏剧性，有时是通过歌唱与乐队的结合体现出来的。在这方面，扮演费加罗的刘克清表现得较为突出……（他）在演出这段咏叹调时，能充分注意到音乐的整体感，既表现出心中的愤怒，又充分注意到表演中的喜剧效果……给观众留下深刻的印象。”

## 撞脸风波
2019年起，刘克清在中国大陆的社交媒体网站（如抖音）上屡遭封禁。原因是其面容被认为酷似中国最高领导人习近平，引发平台自动或用户举报的内容审核机制介入。尽管他多次上传身份证明，但其账号仍数次被封。
2020年6月30日，《纽约时报》报道称：刘克清至少被封号三次，其中一次仅因头像被举报“违反规定”。尽管他更换头像后尝试重新注册，仍然被迅速封禁。最终他使用戴黄色帽子的头像才得以重新上线，但评论功能依旧被限制。刘克清在采访中提及，虽然有人说他长得像习近平，但他本人对此不敢有太多想法。他表示自己只是一个艺术家，从未试图利用外貌进行炒作。《纽约时报》认为这一事件反映出中国社交平台对领导人形象高度敏感，并反映出审查制度影响艺术表达的实际案例。
2025年5月22日，刘克清在微信朋友圈发布一篇关于《脸的困扰》的贴文，随即被网友截图疯传。他表示前不久他在抖音的账号头像再度遭到平台强制删除，其个人资料编辑功能亦被禁止修改30天，并抱怨过去五年来频繁的封禁已严重影响其线上活动与收入来源。